# Holemudlapur, Koppal
Holemudlapur là một làng thuộc tehsil Koppal, huyện Koppal, bang Karnataka, Ấn Độ.